# Johannes Filipo de Lignamine
Johannes Philippus de Lignamine (1420 - ca. 1493) fue un impresor/editor siciliano de Mesina radicado  en Monte Cassino cerca de Roma y un cortesano del Papa Sixto IV. Es principalmente conocido por su publicación de Herbarium Apuleii Platonici en 1481.
Mientras que Italia fue el primer país en utilizar las nuevas técnicas de impresión de Johannes Gutenberg, también fue el primer país en el que se perdió el monopolio alemán de la industria de la impresión. El 3 de agosto de 1470 el Institutio Oratoria,, un libro de Marcus Fabius Quintiliano (AD30-AD96) fue impreso en una prensa italiana operado por Johannes Filipo de Lignamine. Esta primera edición fue editada por Giovanni Antonio Campani y se basó en una copia dañada del manuscrito encontrado por Poggio Bracciolini.